# Роберт Ґрейвс
Ро́берт Ра́нке Ґре́йвс (англ. Robert Ranke Graves; 24 липня 1895, Лондон, Велика Британія — 7 грудня 1985, Дейя, Мальорка, Іспанія) — британський поет, романіст і літературний критик. Його батьком був Альфред Персіваль Ґрейвс, ірландський поет і діяч гельського відродження; вони обидва були кельтистами та дослідниками ірландської міфології. Створив понад 140 творів, серед яких бестселерами стали два — історичний роман «Я, Клавдій» (1934) і міфологічний трактат «Біла богиня» (1948).

## Біографія
Народився 24 липня 1895 року в передмісті Лондона Вімблдоні. Мати Роберта була прямим нащадком німецького історика Леопольда фон Ранке, а батько — Альфред Персеваль Ґрейвс — відомим ірландським поетом.
Шкільну освіту здобув у привілейованому навчальному закладі — Чартерхаузі, де його викладачем був легендарний підкорювач Джомолунгми (Евересту) Джордж Герберт Лі Меллорі. Відразу після закінчення школи в 1914 році, з початком Першої світової війни, Ґрейвс іде добровольцем на фронт і в 1915 опинився на службі в Франції. У 1916 опублікував першу збірку своїх поезій «Над жаровнею» (англ. Over the Brazier). В липні того ж року після важкого поранення у битві на Соммі демобілізувася у чині капітана. Після тривалого лікування в Англії повернувся до Франції в січні 1917, але через запалення легенів був відправлений назад. Ґрейвс закохався у 17-ирічну Ненсі Ніхолсон, доньку художників Вільяма і Мейбл Ніхолсонів, прибічницю ідей фемінізму. Вони познайомилися в 1916, а в 1918 одружилися.
Роберт вступив до коледжу святого Іоанна Оксфордського університету 1919 року. Активно публікувався, орендував будинок і відкрив крамницю, однак неуспішно. В 1922 Роберт і Ненсі з двома дітьми, Дженні й Девідом переїхали до Ісліпу. В подружжя було ще двоє дітей, Кетрін в 1922 і Сем в 1924. Доньки отримали прізвище Ніхолсон, сини — Ґрейвс, як того бажала мати. Тим часом популярність поезії на тему війни впала, Роберт писав психологічні та філософські вірші, які не здобули особливого успіху. У 1926 році, закінчивши Оксфорд зі ступенем бакалавра літератури, Ґрейвс дістав запрошення Каїрського університету як лектор.
Родина дружила з Лаурою Райдінг, поетесою, що цікавилася творами Роберта й феміністичними ідеями Ненсі. Після повернення в 1927 з Єгипту Ґрейвс усе більше часу проводив з Лаурою. Він з Ненісі та Лаурою утворили «трійцю», до якої згодом приєднався поет Джеффрі Фібс, у якого була закохана Ненсі. Той у свою чергу став проявляти увагу до Лаури. В квітні 1929 Ненсі викинулася з вікна, але самогубство виявилося невдалим. Вона отримала серйозні травми і невдовзі формально розлучилася з Робертом. Ґрейвс одружився з Лаурою Райдінг, яку він згодом називав своєю «Білою богинею». Вони переселилися на Мальорку, де поет провів більшу частину життя.
Ґрейвс зацікавився історією Римської імперії, зокрема особою імператора Клавдія. Результатом стали історичні романи «Я, Клавдій» та «Клавдій-бог». В 1935 році він отримав премію Готорна і премію Единбурзького університету за «Я, Клавдій». Поет здобув визнання і розбагатів, але невдовзі розпочалася іспанська громадянська війна. Роберт і Лаура покинули Мальорку та три наступних роки жили в Англії, Швейцарії та Франції. Подружжя за цей час познайомилося з багатьма поетами і Лаура закохалася в одруженого американця Шайлера Джексона. Вона відбила Джексона у дружини, а Роберт повернувся до Англії.

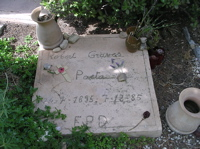
Могила Роберта Ґрейвса

В Англії Ґрейвс одружується втретє і востаннє у своєму житті — з поетесою Беріл Ходж. Під час Другої світової війни вони проживали в Девонширі, в подружжя було троє дітей: Вільям, Люсія та Джуан. Роберт став досліджувати архаїчні вірування європейців, виклавши свою концепцію давніх вірувань у книзі «Біла богиня». Поет Томас Еліот допоміг видати її в 1948. В 1946 Роберт з Беріл переселилися на Мальорку. Він активно досліджував міфологію, зокрема античну. У 1961 році отримав у Оксфорді посаду професора поезії, а в 1970 році став почесним членом Американської академії мистецтв і наук. На 1950-60-ті припадає час всесвітнього визнання Роберта Ґрейвса за його ідеї щодо матріархату в розвитку середземноморської культури. В 1968 отримав Золоту медаль за поезію від королеви Єлизавети II. Разом з тим він зацікавився давньогрецькими ритуалами, східними духовними практиками, вживав галюциногенні гриби.
З початку 1970-х у Ґрейвса стали посилюватися симптоми втрати пам'яті. У 1975 році він припинив свою письменницьку працю. Останні роки провів у оточенні дружини, дітей та внуків. 7 грудня 1985 року Роберт Ґрейвс помер після тривалої хвороби. Похований на кладовищі села Дейя.

## Особисте життя
Роберт Грейвз був бісексуалом, мав інтенсивні романтичні стосунки як з чоловіками, так і з жінками, хоча слово, яке він для цього придумав, було «псевдогомосексуал».

## Основні твори
- «Я, Клавдій» (1934) — історичний роман
- «Граф Белізарій» (1938) — історичний роман
- «Сержант Лемб з Дев'ятого» (1940) — історичний роман
- «Історія про Мері Пауелл: дружини містера Мілтона» (1943) — історичний роман
- «Цар Ісус» (1946) — псевдоісторичний роман
- «Острови нерозсудливості» (1948) — історичний роман
- «Біла богиня» (1948) — есе про поетику міфотворчості
- «Золотий віслюк» (1951) — переклад однойменного роману Апулея
- «Гомерова донька» (1955) — історичний роман
- «Міфи Греції» (1955) — збірка міфів античної Греції з коментарями
- «Прощавай усе це» (1929, доповнено в 1958) — автобіографія